# Іна (притока Одри)
Іна (пол. Ina, нім. Ihna) — річка в північно-західній Польщі, в Західно-Поморському воєводстві, права притока Одри
Довжина 129 км, площа басейну 2189 км2. 
Витоки біля міста Інсько, впадає в Одру  близько Щецинa
Головні міста на ній: 
- Реч
- Старгард-Щецинський
- Голенюв.

Основні притоки: 
- Кромпель
- Мала Іна

Сьогодні є байдарковим маршрутом від Совна (гміна Старгард-Щецинський) до Голенювa, рибальське значення річки невелике. 